# Henry Martyn
Henry Martyn, né le 18 février 1781 à Truro (Royaume-Uni) et mort le 16 octobre 1812 à Tokat, est un orientaliste et ecclésiastique anglican anglais.

## Biographie
Élève de l’université de Cambridge, il habite dans le Bengale est travaille comme chapelain de la compagnie britannique des Indes orientales, lorsqu'il souhaite refaire la traduction persane du Nouveau Testament, commencée par Nathaniel Sabat, Arabe converti, et continuée par un religieux italien, Leopoldo Sebastiani, qui a résidé plusieurs années à la cour de Perse. Martyn, ayant déjà traduit le Nouveau Testament en indoustani à partir de 1808 et s’occupant à le traduire eu arabe, se rend en 1811 à Chiraz pour se livrer à son nouveau travail. Il y reste environ un an et, sous la protection de l’ambassadeur anglais à la cour de Perse, il y termine la révision de sa traduction avec l’aide d’un Persan instruit, Mir Seid-Ali. Il revient en Angleterre en passant par Constantinople, lorsqu’il meurt à Tokat, en Asie mineure, le 16 octobre 1812, en raison de l’excès du travail et du climat de Chiraz. 

## Diffusion de son œuvre
Avant son départ, il remet à sir Gore Ouseley, ambassadeur extraordinaire de la Grande-Bretagne à la cour de Perse, une copie manuscrite de sa traduction, avec prière de la présenter au roi de Perse Fath Ali Chah Qadjar. L’ambassadeur accomplit sa tâche, fait tirer plusieurs copies de l’ouvrage qu’il distribue aux personnages les plus lettrés et les plus considérables de la cour, et le roi lui donne son avis sur l'ouvrage. Une lettre de Fath Ali Chah Qadjar, datée de rabi 2e, 1229 (avril 1814) et adressée à sir Gore Ouseley, retranscrit les opinions du roi à propos du travail de Martyn. Il le trouve complet en ce que l’on ne connait en Perse que les quatre évangélistes, d’après deux traductions persanes publiées à Londres vers le milieu du XVIIIe siècle. Le style lui semble convenable, c’est-à-dire simple et facile, et il demande à ce qu'on lui lise en entier. L’ambassadeur, à son retour de Perse, s’arrête à Saint-Pétersbourg et y remet à une société biblique, établie en 1813, le manuscrit de Martyn, qui est imprimé sous le titre Novum Testamentum Jesu-Christi e græca in persicam linguam in urbe Schiras, nunc vero cura et sumptibus Soc. bibl. Ruthenicæ typis datum, Petropoli, 1815, in-4°. Comme en général les diverses sociétés bibliques n’imposent aucune règle aux traducteurs pour le choix des leçons qu’ils doivent suivre, Martyn insère dans sa traduction quelques passages qui ne sont pas inclus dans les versions catholiques et utilise les noms musulmans d’Isa et Yakia au lieu de Jésus et Jean-Baptiste. L’orientaliste laisse également des Mémoires posthumes, écrites et publiées en anglais, à Londres, en 1821.